# IC 5040
IC 5040 ist eine Spiralgalaxie vom Hubble-Typ Sd im Sternbild Oktant am Südsternhimmel. Sie ist schätzungsweise 289 Millionen Lichtjahre von der Milchstraße entfernt und hat einen Durchmesser von etwa 70.000 Lichtjahren.
Das Objekt wurde am 22. September 1900 von DeLisle Stewart entdeckt.